# 피다이 마하즈
희생전선, 또는 더 잘 알려진 명칭인 피다이 마하즈(فدا محاذ)는 탈레반의 분파 단체로 아프가니스탄 전쟁의 파벌단체이다. 물라 나지불라, 또는 오마르 키타브가 이 전선을 이끌었다. 물라 나지불라는 옛 탈레반 사령관 중 한 명이었다.